# Copa del Món de Futbol 2010 - Semifinals
En les Semifinals de la Copa del Món de Futbol 2010, realitzada a Sud-àfrica, participen quatre equips. Aquests es distribueixen en dues parelles d'acord amb la fase anterior de quarts de final. Cada parella s'enfrontarà en un únic partit de 90 minuts. En cas de no haver-hi guanyador en el període regular, es realitzarà una pròrroga de 30 minuts i en cas que el partit es mantingués igualat, es llençarien lliures directes des del punt de penal.

## Uruguai vs. Països Baixos
| Uruguai                    | 2 - 3 | Països Baixos                                   |
| -------------------------- | ----- | ----------------------------------------------- |
| Forlán 41' · Pereira 90+2' | Fitxa | van Bronckhorst 18' · Sneijder 70' · Robben 73' |

| Uruguai | Països Baixos |

| Uruguai:      |    |                     |     |       |
|               |    |                     |     |       |
|               | 1  | Fernando Muslera    |     |       |
|               | 3  | Diego Godín         |     |       |
|               | 5  | Walter Gargano      |     |       |
|               | 6  | Mauricio Victorino  |     |       |
|               | 7  | Edinson Cavani      |     |       |
|               | 10 | Diego Forlán (C)    | 41' | 84'   |
|               | 11 | Álvaro Pereira      | 78' |       |
|               | 15 | Diego Pérez         |     |       |
|               | 16 | Maximiliano Pereira | 21' | 90+2' |
|               | 17 | Egidio Arévalo      |     |       |
|               | 22 | Martín Cáceres      | 29' |       |
| Substituts:   |    |                     |     |       |
|               | 2  | Diego Lugano        |     |       |
|               | 4  | Jorge Fucile        |     |       |
|               | 8  | Sebastián Eguren    |     |       |
|               | 9  | Luís Suárez         |     |       |
|               | 12 | Juan Castillo       |     |       |
|               | 13 | Sebastián Abreu     | 78' |       |
|               | 14 | Nicolás Lodeiro     |     |       |
|               | 18 | Ignacio González    |     |       |
|               | 19 | Andrés Scotti       |     |       |
|               | 20 | Álvaro Fernández    |     |       |
|               | 21 | Sebastián Fernández | 84' |       |
|               | 23 | Martín Silva        |     |       |
| Entrenador:   |    |                     |     |       |
| Óscar Tabárez |    |                     |     |       |

| Països Baixos:   |    |                              |       |     |
|                  |    |                              |       |     |
|                  | 1  | Maarten Stekelenburg         |       |     |
|                  | 3  | John Heitinga                |       |     |
|                  | 4  | Joris Mathijsen              |       |     |
|                  | 5  | Giovanni van Bronckhorst (C) | 18'   |     |
|                  | 6  | Mark Van Bommel              | 90+5' |     |
|                  | 7  | Dirk Kuyt                    |       |     |
|                  | 9  | Robin Van Persie             |       |     |
|                  | 10 | Wesley Sneijder              | 29'   | 70' |
|                  | 11 | Arjen Robben                 | 73'   | 89' |
|                  | 12 | Khalid Boulahrouz            | 78'   |     |
|                  | 14 | Demy de Zeeuw                | 46'   |     |
| Substituts:      |    |                              |       |     |
|                  | 2  | Gregory van der Wiel         |       |     |
|                  | 8  | Nigel De Jong                |       |     |
|                  | 13 | Andre Ooijer                 |       |     |
|                  | 15 | Edson Braafheid              |       |     |
|                  | 16 | Michel Vorm                  |       |     |
|                  | 17 | Eljero Elia                  | 89'   |     |
|                  | 18 | Stijn Schaars                |       |     |
|                  | 19 | Ryan Babel                   |       |     |
|                  | 20 | Ibrahim Afellay              |       |     |
|                  | 21 | Klaas Jan Huntelaar          |       |     |
|                  | 22 | Sander Boschker              |       |     |
|                  | 23 | Rafael van der Vaart         | 46'   |     |
| Entrenador:      |    |                              |       |     |
| Bert Van Marwijk |    |                              |       |     |

| Àrbitres assistents: · Rafael Ilyasov · Bakhadyr Kochkarov · Quart àrbitre: · Yuichi Nishimura |

## Alemanya vs. Espanya
| Alemanya | 0 - 1 | Espanya   |
| -------- | ----- | --------- |
|          | Fitxa | Puyol 73' |

| Alemanya | Espanya |

| Alemanya:   |    |                        |     |
|             |    |                        |     |
|             | 1  | Manuel Neuer           |     |
|             | 3  | Arne Friedrich         |     |
|             | 6  | Sami Khedira           | 81' |
|             | 7  | Bastian Schweinsteiger |     |
|             | 8  | Mesut Özil             |     |
|             | 10 | Lukas Podolski         |     |
|             | 11 | Miroslav Klose         |     |
|             | 15 | Piotr Trochowski       | 62' |
|             | 16 | Philipp Lahm (C)       |     |
|             | 17 | Per Mertesacker        |     |
|             | 20 | Jerome Boateng         | 52' |
| Substituts: |    |                        |     |
|             | 2  | Marcell Jansen         | 52' |
|             | 4  | Dennis Aogo            |     |
|             | 5  | Serdar Tasci           |     |
|             | 9  | Stefan Kiessling       |     |
|             | 12 | Tim Wiese              |     |
|             | 13 | Thomas Müller          |     |
|             | 14 | Holger Badstuber       |     |
|             | 18 | Toni Kroos             | 62' |
|             | 19 | Cacau                  |     |
|             | 21 | Marko Marin            |     |
|             | 22 | Hans Joerg Butt        |     |
|             | 23 | Mario Gomez            | 81' |
| Entrenador: |    |                        |     |
| Joachim Löw |    |                        |     |

| Espanya:           |    |                         |       |
|                    |    |                         |       |
|                    | 1  | Iker Casillas (C)       |       |
|                    | 3  | Gerard Piqué            |       |
|                    | 5  | Carles Puyol            | 73'   |
|                    | 6  | Andrés Iniesta          |       |
|                    | 7  | David Villa             | 81'   |
|                    | 8  | Xavi Hernández          |       |
|                    | 11 | Joan Capdevila Méndez   |       |
|                    | 14 | Xabi Alonso             | 90+3' |
|                    | 15 | Sergio Ramos            |       |
|                    | 16 | Sergio Busquets         |       |
|                    | 18 | Pedro Rodríguez Ledesma | 86'   |
| Substituts:        |    |                         |       |
|                    | 2  | Raúl Albiol             |       |
|                    | 4  | Carlos Marchena         | 90+3' |
|                    | 9  | Fernando Torres         | 81'   |
|                    | 10 | Cesc Fàbregas           |       |
|                    | 12 | Víctor Valdés           |       |
|                    | 13 | Juan Mata               |       |
|                    | 17 | Álvaro Arbeloa          |       |
|                    | 19 | Fernando Llorente       |       |
|                    | 20 | Javi Martínez           |       |
|                    | 21 | David Silva             | 86'   |
|                    | 22 | Jesús Navas             |       |
|                    | 23 | José Manuel Reina       |       |
| Entrenador:        |    |                         |       |
| Vicente Del Bosque |    |                         |       |

| Àrbitres assistents: · Gabor Eros · Tibor Vamos · Quart àrbitre: · Frank de Bleeckere |